# Слејтон (Тексас)
Слејтон (енгл. Slaton) град је у америчкој савезној држави Тексас. По попису становништва из 2010. у њему је живело 6.121 становника.

## Демографија
Према попису становништва из 2010. у граду је живело 6.121 становника, што је 12 (0,2%) становника више него 2000. године.
| Група             | 2000.         | 2010.         |
| Белци             | 2.994 (49,0%) | 2.570 (42,0%) |
| Афроамериканци    | 474 (7,8%)    | 389 (6,4%)    |
| Азијати           | 10 (0,2%)     | 13 (0,2%)     |
| Хиспаноамериканци | 2.582 (42,3%) | 3.102 (50,7%) |
| Укупно            | 6.109         | 6.121         |